# Copa del Atlántico 1947

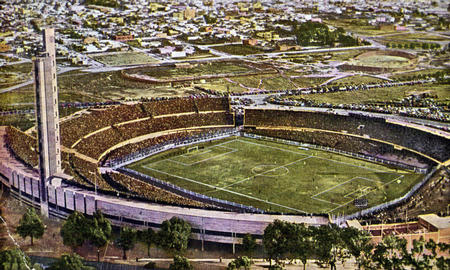
Centenario in Montevideo ca. 1930

Die Copa del Atlántico 1947 war ein südamerikanischer Vereinsfußballwettbewerb, der einmalig 1947 ausgespielt wurde. Teilnehmer waren je zwei Mannschaften aus Argentinien, Brasilien und Uruguay. Es wurde in einer einfachen Runde „jeder gegen jeden“ gespielt, wobei die Mannschaften aus demselben Land nicht gegeneinander antraten. Gespielt wurde mit dem Ziel, den Sieger in einer Länderwertung zu ermitteln, wobei die Ergebnisse der Klubs aus dem gleichen Land zusammengerechnet wurden. Alle Spiele fanden im Estadio Centenario von Montevideo statt. Die Klubs aus der uruguayischen Hauptstadt gewannen gemeinsam die Länderwertung und damit für Uruguay den Titel.
Nicht zu verwechseln ist das Turnier mit der gleichnamigen Copa del Atlántico de Clubes 1956.

## Teilnehmer
Argentinien
Boca Juniors, River Plate
 Brasilien
Palmeiras São Paulo, CR Vasco da Gama
 Uruguay
Nacional Montevideo, Peñarol Montevideo

## Das Turnier
Gespielt wurde zwischen dem 18. Januar und 9. Februar 1947.
|                     | Ergebnis |                     |
| ------------------- | -------- | ------------------- |
| Peñarol Montevideo  | 2:0      | River Plate         |
| Palmeiras São Paulo | 3:2      | Boca Juniors        |
| Nacional Montevideo | 2:0      | CR Vasco da Gama    |
| Peñarol Montevideo  | 1:0      | Palmeiras São Paulo |
| River Plate         | 1:1      | CR Vasco da Gama    |
| Nacional Montevideo | 0:3      | Boca Juniors        |
| Nacional Montevideo | 1:0      | Palmeiras São Paulo |
| Peñarol Montevideo  | 0:0      | CR Vasco da Gama    |
| River Plate         | 3:1      | Palmeiras São Paulo |
| Boca Juniors        | 3:1      | CR Vasco da Gama    |
| Nacional Montevideo | 5:4      | River Plate         |
| Peñarol Montevideo  | 1:2      | Boca Juniors        |

### Abschlusstabellen
Vereinswertung
| Pl. | Land                | Sp. | S | U | N | Tore    | Diff. | Punkte |
| --- | ------------------- | --- | - | - | - | ------- | ----- | ------ |
| 1.  | Boca Juniors        | 4   | 3 | 0 | 1 | 010:500 | +5    | 06:20  |
| 2.  | Nacional Montevideo | 4   | 3 | 0 | 1 | 008:700 | +1    | 06:20  |
| 3.  | Peñarol Montevideo  | 4   | 2 | 1 | 1 | 004:200 | +2    | 05:30  |
| 4.  | River Plate         | 4   | 1 | 1 | 2 | 008:900 | −1    | 03:50  |
| 5.  | Palmeiras São Paulo | 4   | 1 | 0 | 3 | 004:700 | −3    | 02:60  |
| 6.  | CR Vasco da Gama    | 4   | 0 | 2 | 2 | 002:600 | −4    | 02:60  |

Länderwertung
| Pl. | Land        | Sp. | S | U | N | Tore    | Diff. | Punkte |
| --- | ----------- | --- | - | - | - | ------- | ----- | ------ |
| 1.  | Uruguay     | 8   | 5 | 1 | 2 | 012:900 | +3    | 11:50  |
| 2.  | Argentinien | 8   | 4 | 1 | 3 | 018:140 | +4    | 09:70  |
| 3.  | Brasilien   | 8   | 1 | 2 | 5 | 006:130 | −7    | 04:12  |